# Manuel Summers
Manuel Summers Rivero (Sevilla; 26 de marzo de 1935-Ib.; 12 de junio de 1993) fue un director de cine, guionista, productor, dibujante y humorista español. Ganó la  Concha de Plata al mejor director 1963 en el Festival de San Sebastián con su ópera prima (Del rosa al amarillo).

## Biografía
Nació en Sevilla, el 26 de marzo de 1935, en el seno de una familia andaluza acomodada de origen irlandés. Era hijo de Francisco Summers, fiscal del Estado y gobernador civil durante la dictadura franquista. Fue padre del cantante David Summers —músico español, vocalista, bajista y compositor de Hombres G— y de Cheyenne Summers —actriz española de doblaje y locución— y hermano del periodista Guillermo Summers —presentador y guionista de televisión— y del productor y director de televisión Tomás Summers.
Sus películas se caracterizan por una mezcla de humor negro y carácter satírico. Fue precursor en dar a conocer el humor de la ciudad onubense de Lepe, al pasar los veranos allí, en donde tomó contacto con los lugareños —fue declarado hijo predilecto de Lepe y da nombre a una céntrica plaza de la ciudad— y en la que mantenía una residencia de verano.
Su primer trabajo, Del rosa al amarillo, que obtuvo la Concha de Plata en el Festival de Cine de San Sebastián, fue seguido de otros como La niña de luto o Juguetes rotos. Por desgracia, el escaso reconocimiento de la mayoría de los filmes de su primera etapa motivó un progresivo cambio de registro hacia un cine más comercial, como el caso de Adiós cigüeña, adiós, sobre una pareja de padres adolescentes, que hasta tuvo una secuela titulada El niño es nuestro.
En 1980 dirige Ángeles gordos en coproducción con Estados Unidos y rodada en Nueva York.
En los años ochenta volvió a la senda del éxito con la «trilogía de la cámara oculta»: To er mundo é güeno, que obtuvo un gran éxito de público y provocó las dos secuelas siguientes, To er mundo é mejó y To er mundo é demasiao. Eran películas sin argumento, que basaban su desarrollo en continuas bromas callejeras provocadas por el director, que gozaron de enorme éxito en su momento, alguna de las cuales fueron casi míticas, como aquella donde se introdujo un león en un urinario público. Contó con la colaboración de su hermano Guillermo y de curiosos personajes, como boxeadores o enanos.
En 1986 Summers rodó Me hace falta un bigote, película protagonizada por él mismo y con referencias a su primer filme, Del rosa al amarillo, donde narra con ternura la historia de un amor infantil imposible, donde se mezclan ficción y realidad en una historia entrañable y nostálgica. La película, pese a ser considerada por cierto sector de la crítica como uno de sus mejores títulos, fracasó comercialmente, lo cual motivó que se resarciera dirigiendo otras dos interpretadas por el grupo Hombres G tituladas Sufre Mamón y Suéltate el pelo, que volvieron a ser éxito en taquilla al estar el conjunto de moda en su momento. Estos dos títulos —como ya lo fueran los de la trilogía de la cámara oculta—, fueron notablemente vilipendiados por la crítica —Carlos Aguilar en su Guía del vídeo-Cine califica a la primera de «engendro demencial e insufrible»— y supusieron su despedida cinematográfica.
En 1992 recibió la Medalla de Plata de Andalucía y estrenó su último trabajo, Cine por un tubo, una serie de largometrajes para TVE que parodiaba los géneros cinematográficos como el terror, el western o el cine negro. José Luis Borau dirigió el primer capítulo Piston City, protagonizado por Ana Duato. 
Summers trabajó también como técnico en TVE y como humorista gráfico en medios como Hermano Lobo, ABC y Sábado Gráfico. Por una colaboración en esta última revista fue juzgado en 1972 por un juzgado de Madrid a causa unas viñetas que según la acusación hacían escarnio de la religión católica, siendo finalmente condenado.
Falleció en Sevilla el 12 de junio de 1993, a los 58 años de edad, víctima de un cáncer de colon.Recibió sepultura en el panteón familiar del cementerio de San Fernando de Sevilla.
En 2023, Alcances, el Festival de Cine Documental de Cádiz coincidiendo con los 25 años de su muerte, proyecto su obra de no ficción. Y la Filmoteca Española le dedicó durante dos meses una retrospectiva de su filmografía, de mayo a julio de 2024.   
Ambas iniciativas fueron impulsadas por el investigador, cineasta y crítico de cine Miguel Olid que, además dirigió Summers el rebelde. Documental sobre su personalidad a través de su cine y de la opinión, entre otros, de su hijo David Summers, su hermano Guillermo, Fernando Trueba, Tote Trenas, Luis María Ansón o José Luis Garci.   Se emitió en abril de 2024 en Canal Sur y en junio en La 2 de TVE, en el contenedor Imprescindibles. 
En enero de 2024, se realizó It's Summers Time! Vida y obra de Manolo Summers a través de sus fotogramas y viñetas, una exposición-homenaje en la Diputación de Huelva, cuyos comisarios fueron Fran G. Matute y Miguel Olid.  El 16 de noviembre se traslada a la Casa del Cine de Almería en el marco del Festival Internacional de Cine de Almería. 

## Filmografía

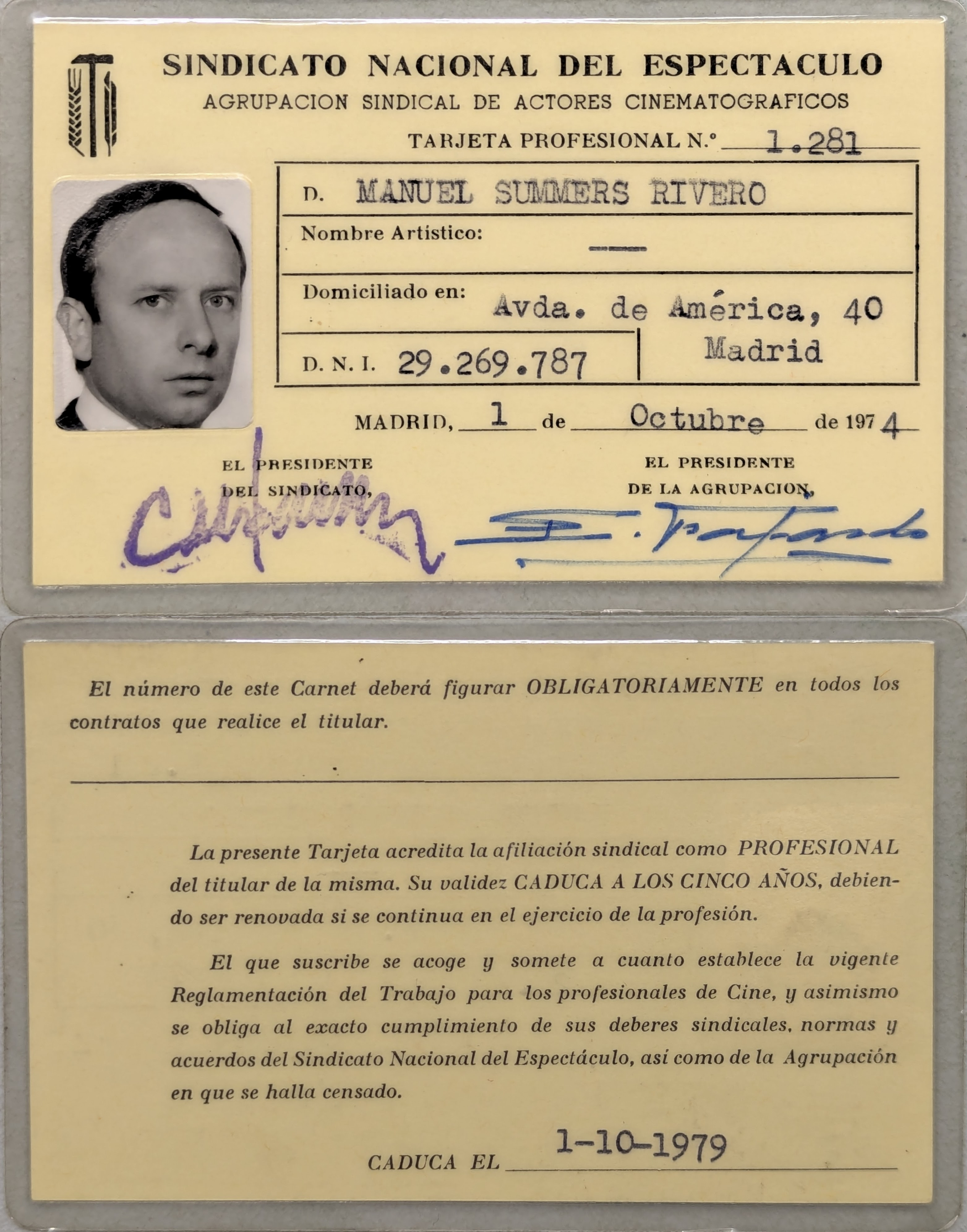
Carné de actor de Manuel Summers de 1974.

### Filmografía como director
- El Viejecito (1959). Proyecto de fin de carrera para el Instituto de Ciencias Cinematográficas de Madrid.
- Del rosa al amarillo (1963). Ganadora de la Concha de Plata del Festival de Cine de San Sebastián.
- La niña de luto (1964). Mención especial en el Festival de Cannes.
- El juego de la oca (1966).
- Juguetes rotos (1966). Premio Especial del Jurado en el Festival de Cine de Valladolid.
- No somos de piedra (1968).
- ¿Por qué te engaña tu marido? (1969).
- Urtain, el rey de la selva... o así (1969).
- Adiós, cigüeña, adiós (1971).
- El niño es nuestro (1973)
- Ya soy mujer (1975).
- Mi primer pecado (1976).
- Ángeles gordos (1980). Coproducción con EE. UU. rodada en Nueva York.
- To er mundo é güeno (1982).
- To er mundo é... ¡mejó! (1982).
- La Biblia en pasta (1984).
- To er mundo é... ¡demasiao! (1985).
- Me hace falta un bigote (1986).
- Sufre mamón (1987).
- Suéltate el pelo (1988).
- El beatio de 2000W (1991).
- Cine por un tubo (1991). Serie de TV de humor para RTVE con guiones de Summers y de Mario Coll. [8]

### Filmografía como actor
- La niña de luto, de Manuel Summers (1964).
- Aunque la hormona se vista de seda, de Vicente Escrivá (1971).
- Black story (La historia negra de Peter P. Peter), de Pedro Lazaga (1971).
- Vente a Alemania, Pepe, de Pedro Lazaga (1971).
- ¡No firmes más letras, cielo!, de Pedro Lazaga (1972).
- Polvo eres..., de Vicente Escrivá (1974).
- Juegos de Sociedad, de José Luis Merino (1974).
- Yo la vi primero, de Fernando Fernán Gómez (1974).
- De profesión: polígamo, de Angelino Fons (1975).
- El primer divorcio, de Mariano Ozores (1981).
- Me hace falta un bigote, de Manuel Summers (1986).

### Filmografía como productor
- La niña de luto, de Manuel Summers.

### Filmografía como guionista
- Del rosa al amarillo, de Manuel Summers.
- Urtain, el rey de la selva... o así, de Manuel Summers.

Y trabajando para otros directores:
- Aunque la hormona se vista de seda... (1971), de Vicente Escrivá.
- Yo la vi primero (1974), de Fernando Fernán Gómez.
- Polvo eres... (1974), de Vicente Escrivá.
- Cebo para una adolescente (1974), de Francisco Lara Polop.
- Mi mujer es muy decente, dentro de lo que cabe (1975), de Antonio Drove.
- Amor casi... libre (1976), de Fernando Merino.
- Aquella casa en las afueras (1980), de Eugenio Martín.
- La patria del rata (1981), de Francisco Lara Polop.
- El primer divorcio (1982), de Mariano Ozores.
- El Cabezota (1982), de Francisco Lara Polop.
- Coto de caza (1983), de Jorge Grau.
- La risa en vacaciones (1990), de René Cardona Jr.

## Libros de humor gráfico
- Los pecados de Summers, 1973, ISBN 84-7116-008-0.
- Politik,1975, ISBN 84-7380-057-5.
- ¡Ya soy mujer!, 1975, ISBN 84-7380-050-8.
- Mis pelotas ya no botan (guía electoral), 1982, ISBN 84-300-7747-2.

## Premios y reconocimientos
| Año  | Categoría              | Película                            | Resultado |
| ---- | ---------------------- | ----------------------------------- | --------- |
| 1963 | Mejor guion            | Del rosa al amarillo                | Ganador   |
| 1963 | Premio Antonio Barbero | Del rosa al amarillo                | Ganador   |
| 1970 | Mejor guion            | Urtain, el rey de la selva... o así | Ganador   |
| 1973 | Mejor guion            | El niño es nuestro                  | Ganador   |
| 1981 | Mejor director         | Ángeles gordos                      | Ganador   |

| Año  | Categoría    | Película           | Resultado |
| ---- | ------------ | ------------------ | --------- |
| 1965 | Palma de Oro | El juego de la oca | Nominado  |
| 1964 | Palma de Oro | La niña de luto    | Nominado  |

| Año  | Categoría           | Película       | Resultado |
| ---- | ------------------- | -------------- | --------- |
| 1966 | Premio San Gregorio | Juguetes rotos | Ganador   |

| Año  | Categoría                                                        | Película             | Resultado |
| ---- | ---------------------------------------------------------------- | -------------------- | --------- |
| 1963 | Concha de Plata                                                  | Del rosa al amarillo | Ganador   |
| 1963 | Premio Perla del Cantábrico a la Mejor Película de Habla Hispana | Del rosa al amarillo | Ganador   |